# Thomas Wade West
Thomas Wade West, död 1799, var en amerikansk skådespelare och teaterledare. 
Han föddes i England och gifte sig med Margaretta Sully West. Han var far till Ann West Bignall och svärfar till John Bignall (d. 1794) och James West. Han var verksam som skådespelare i London innan han år 1790 emigrerade till USA med sin familj. 
Familjen engagerades initialt av Old American Company i Southwark Theatre i Philadelphia, men grundade år 1790 Virginia Company i Richmond (även kallad Virginia Comedians och South Carolina Company beroende på var de uppträdde), som bröt Old American Companys teatermonopol och tog över dess verksamhet i de Södra delstaterna (Virginia och South Carolina).  Sällskapet erbjöd tragedier, komedier, farser, operaföreställningar, baletter, pantomimer, akrobatik, fyrverkerier och en orkester, och spelade de senaste engelska produktionerna. 
Han uppförde teatrar för sitt teatersällskap i Richmond (1790), Norfolk (1792), Fredericksburg (1797) och Alexandria (1797) och var även direktör för den befintliga teatern i Petersburg. Mellan 1793 och 1796 var han direktör för Charleston Theatre, där hans sällskap kallades Charleston Company då det uppträdde. 